# 菲利普·奥诺雷
菲利普·奥诺雷（法語：Philippe Honoré，1941年11月25日—2015年1月7日）是法国一位漫画家，他以笔名奥诺雷（Honoré）而知名，长期为查理周刊工作。
2015年1月7日，查理周刊总部遭受恐怖袭击，奥诺雷是五位遇害的漫画家之一。

## 生平
奥诺雷出生于法国维希，在波城长大。他是一位自学成才的艺术家，1957年首次在地方报纸上发表作品。
奥诺雷曾经是法国国家天然气公司的一名工业设计师。
奥诺雷长期为报纸和杂志创作漫画，在数十种出版物上发表过作品，包括西南报、解放报、世界报、查理月刊等等。他也为许多书籍画过封面，作品多次参加过集体展览。
奥诺雷从1992年成为查理周刊的漫画家，凭借其粗线条（有点类似木版画），以及对黑白色的强烈依赖，其艺术风格很快脱颖而出。
查理周刊袭击案发生前几分钟，查理周刊推特上发布了一条奥诺雷的漫画，是关于伊斯兰国头目巴格达迪献上正式新年祝福的插图。
奥诺雷在袭击中遭受重伤，死于医院急症室。